# 威爾西維爾 (紐約州)
威爾西維爾（英語：Willseyville）是位於美國紐約州泰奧加縣的非建制地區。

## 歷史
威爾西維爾的郵局自1827年營運至今。

## 地理
威爾西維爾所處的海拔為高於海平面289米（即948英呎），而該地所採用的時區為UTC-5，即北美东部时区（EST）。同時該地設有夏令時間，為UTC-5調快一小時，即UTC-4（EDT）。